# Goddamned
 (novembre 2018).
Si vous disposez d'ouvrages ou d'articles de référence ou si vous connaissez des sites web de qualité traitant du thème abordé ici, merci de compléter l'article en donnant les références utiles à sa vérifiabilité et en les liant à la section « Notes et références ».
Albums de Jay Brannan
Unmastered (EP)
(1995) In Living Cover
(2009)
Goddamned est le premier album studio de l'auteur, compositeur et interprète folk américain Jay Brannan, sorti en juillet 2008.

## Liste des titres
Toutes les chansons sont écrites et composées par Jay Brannan.
| 1.    | Can't Have It All      | 3:58 |
| 2.    | Half-Boyfriend         | 4:09 |
| 3.    | American Idol          | 3:46 |
| 4.    | Death Waltz            | 3:56 |
| 5.    | At First Sight         | 3:51 |
| 6.    | Housewife              | 3:31 |
| 7.    | Goddamned              | 5:45 |
| 8.    | Home                   | 3:51 |
| 9.    | Bowlegged and Starving | 3:59 |
| 10.   | On All Fours           | 4:29 |
| 11.   | String-A-Long Song     | 4:54 |
| 46:07 |                        |      |

| Titre bonus - Édition sur support numérique iTunes et Amazon (Great Depression Records, 7 avril 2009) | Titre bonus - Édition sur support numérique iTunes et Amazon (Great Depression Records, 7 avril 2009) | Titre bonus - Édition sur support numérique iTunes et Amazon (Great Depression Records, 7 avril 2009) | Titre bonus - Édition sur support numérique iTunes et Amazon (Great Depression Records, 7 avril 2009) | Titre bonus - Édition sur support numérique iTunes et Amazon (Great Depression Records, 7 avril 2009) | Titre bonus - Édition sur support numérique iTunes et Amazon (Great Depression Records, 7 avril 2009) | Titre bonus - Édition sur support numérique iTunes et Amazon (Great Depression Records, 7 avril 2009) | Titre bonus - Édition sur support numérique iTunes et Amazon (Great Depression Records, 7 avril 2009) | Titre bonus - Édition sur support numérique iTunes et Amazon (Great Depression Records, 7 avril 2009) | Titre bonus - Édition sur support numérique iTunes et Amazon (Great Depression Records, 7 avril 2009) |
| No | Titre                                                                                                 | Durée                                                                                                 | | | | | | | |
| --- | --- | --- | --- | --- | --- | --- | --- | --- | --- |
| 12.                                                                                                   | Ever After Happily                                                                                    | 5:23                                                                                                  | | | | | | | |
| 51:26                                                                                                 | | | | | | | | | |

## Crédits
| - Jay Brannan : chant, guitare, orgue (sur Bowlegged and Starving) - Michael Moore : batterie, percussions - Oliver Kraus : violoncelle - Jonathan Flaugher : contrebasse - Bitch : violon - Fil Krohnengold : piano, orgue | - Production : Will Golden - Mastering : Mark Chalecki - Mixage : Bryan Cook - Ingénierie : Jared Nugent, Mike Terry, Will Golden - Photographie : The Crackerfarm - Artwork : Christie Little |